# Kanton Noyant
Noyant is een voormalig kanton van het Franse departement Maine-et-Loire. Het kanton maakte deel uit van het arrondissement Saumur.
Het kanton is op 22 maart 2015 opgeheven en de gemeenten zijn op die dag opgenomen in het kanton Beaufort-en-Vallée.

## Gemeenten
Het kanton Noyant omvatte de volgende gemeenten:
- Auverse
- Breil
- Broc
- Chalonnes-sous-le-Lude
- Chavaignes
- Chigné
- Dénezé-sous-le-Lude
- Genneteil
- Lasse
- Linières-Bouton
- Meigné-le-Vicomte
- Méon
- Noyant (hoofdplaats)
- Parçay-les-Pins
- La Pellerine